# 레이트 쇼 위드 데이비드 레터먼
《레이트 쇼 위드 데이비드 레터먼》(Late Show with David Letterman)은 미국의 코미디언 데이비드 레터먼이 진행하는 CBS의 심야 토크쇼 프로그램이다.

## 역사
1993년 8월 30일 시작되었고, 레터먼의 제작사인 월드와이드 팬츠 인코퍼레이티드(Worldwide Pants Incorporated)가 제작한다. 폴 셰이퍼(Paul Shaffer)가 음악 감독 겸 하우스 밴드인 CBS 오케스트라의 리더를 맡고 있으며, 메인 작가는 저스틴 스탠젤(Justin Stangel)과 에릭 스탠젤(Eric Stangel)이다. 1995년부터 성우 빌 웬들(Bill Wendell)이 앨런 캘터(Alan Kalter)로 교체되어 현재에 이른다.

### 레터먼의 CBS 이적
레터먼은 앞서 1982년부터 1993년까지 NBC에서 레이트 나이트 위드 데이비드 레터먼(Late Night with David Letterman)>을 진행한 바 있는데, 그가 CBS로 이적해 레이트 쇼를 시작하면서 여러 코미디 스케치 및 세그먼트(segment)들이 그와 함께 자리를 옮기게 되었다. 레터먼은 NBC가 자사 "지적 재산권"이라고 주장한 코미디 코너들에 대한 상표권 침해와 관련된 법적 문제를 피하기 위해 그 이름을 바꾸어 불렀는데, "뷰어 메일(Viewer Mail)"은 "CBS 메일백(CBS Mailbag)"으로, 래리 버드 멜먼(Larry "Bud" Melman)은 본인의 실명인 캘버트 디포리스트(Calvert DeForest)로, 폴 셰이퍼의 "세계에서 가장 위험한 밴드(World's Most Dangerous Band)"는 "더 CBS 오케스트라(The CBS Orchestra)"로 개명되는 식이었다. 레터먼의 간판 코너인 "탑 텐 리스트(Top Ten List)"도 "레이트 쇼 탑 텐 리스트"로 형식적으로 이름이 바뀌었지만, 시간이 지나면서 다시 원래 이름으로 불리게 되었다.

### 계약 연장
2009년 6월, 월드와이드 팬츠는 최소한 2012년 8월까지 방송을 지속하기로 결정했다.

### 레터먼의 은퇴
레터먼은 2015년 5월 20일에 레이트 쇼를 끝으로 심야 토크쇼 진행자 자리를 은퇴했다. 레터먼의 후임은 스티븐 콜베어로 내정되었다.

## 기록
레이트 쇼는 첫 2년 간 경쟁 프로그램인 제이 레노의 투나잇 쇼(Tonight Show)를 시청률 면에서 앞질렀지만, 1994년부터 1995년까지 큰 사회적 화제가 되었던 오제이 심슨 살인 사건에 대해 레터먼이 언급을 주저하는 경향을 보이면서, 끝내 1995년 7월 10일에는 휴 그랜트의 인터뷰를 내세운 레노의 쇼가 더 높은 시청률을 기록했다.
2002년, TV 가이드(TV Guide)가 선정한 역대 최고 TV 프로그램 50개 중 레이트 쇼는 7위에 선정되었다.

## 방영 시간
미국 동부 및 태평양 시간으로 밤 11시 35분에 방영되며, 녹화는 월요일 오후 4시 30분 및 7시, 화요일과 수요일은 오후 5시 30분, 목요일은 오후 4시 30분에 진행된다. 둘째주 월요일 녹화분은 보통 그 주 금요일에 방영된다.